# Dicranomyia patricia
Dicranomyia patricia är en tvåvingeart som beskrevs av Jaroslav Stary 1982. Dicranomyia patricia ingår i släktet Dicranomyia och familjen småharkrankar. Inga underarter finns listade i Catalogue of Life.